# Jauru
Jauru är en kommun i Brasilien.   Den ligger i delstaten Mato Grosso, i den centrala delen av landet, 1 200 km väster om huvudstaden Brasília. Antalet invånare är 10 461.
Omgivningarna runt Jauru är huvudsakligen savann. Runt Jauru är det mycket glesbefolkat, med 6 invånare per kvadratkilometer.